# Кідж Джонсон
Кідж Джонсон  (англ. Kij Johnson, нар. 20 січня 1960, м. Гарлан, штат Айова, США) — американська письменниця-фантастка. Лауреатка Меморіальних премій імені Теодора Стерджена (1994) та імені Вільяма Кроуфорда (2001), а також Всесвітньої премії фентезі (2009),  «Неб’юла» (2009, 2010, 2011), «Г’юго» (2012)  та низки інших. Також відома творами детективної прози.
Активно працює у видавничому бізнесі — менеджером у видавництвах Tor Books та Wizards of the Coast/TSR, укладачем збірок для Dark Horse Comics і проект-менеджером у Microsoft Reader.
Асоціативний директор в Центрі вивчення наукової фантастики Канзаський університет Канзаського університету, головний суддя Меморіальної премії імені Теодора Стерджона.
Кідж Джонсон викладала письменницьку майстерність в Університеті штату Луїзіана та в Канзаському університеті, читала лекції з творчої діяльності та письменницької майстерності у книгарнях кількох міст США.
Продавши свій перший твір у 1987 році, Джонсон публікувала свої оповідання в таких журналах, як "Amazing Stories", "Analog", "Asimov's", "Duelist Magazine", "Fantasy & Science Fiction" та "Realms of Fantasy".
Автор п'ятьох романів та понад 40 творів короткої форми, найкращі з яких об`єднані у дві збірки. Вона добре відома за своїми адаптаціями японської міфології періоду Геян. Її опубліковані романи включають два томи Геянської трилогії «Кохання/Війна/Смерть» (англ. «Love/War/Death»)  — «Жінка-лиса» (англ. «The Fox Woman»)  та «Фудокі» англ. «Fudoki») , а також написаний разом з Грегом Коксом роман для серіалу "Зоряний шлях" - «Честь дракона» (англ. «Dragon's Honor») . 